# Amstel Gold Race 2016
Das 51. Amstel Gold Race 2016 war ein niederländisches Eintagesrennen mit Start in Maastricht und Ziel in Valkenburg in der Provinz Limburg. Es fand am Sonntag, den 17. April 2016, statt. Es gehörte zur UCI WorldTour 2016 und war das elfte von insgesamt 28 Rennen der Serie.

## Teilnehmende Mannschaften
| WorldTeams (18)- AG2R La Mondiale - Astana - BMC Racing Team - Cannondale - Dimension Data - Etixx-Quick Step - FDJ - Giant-Alpecin - IAM Cycling - Katusha - Lampre-Merida - Lotto NL-Jumbo - Lotto-Soudal - Movistar Team - Orica-GreenEDGE - Sky - Tinkoff - Trek-Segafredo Professional Continental Teams (7)- Bardiani CSF - CCC Sprandi Polkowice - Direct Énergie - Nippo-Vini Fantini - Roompot-Oranje Peloton - Topsport Vlaanderen-Baloise - Wanty-Groupe Gobert |
| |

## Rennergebnis
| #      | Fahrer             | Team                | Zeit       |
| ------ | ------------------ | ------------------- | ---------- |
| Sieger | Enrico Gasparotto  | Wanty-Groupe Gobert | 6h 18' 03" |
| 2.     | Michael Valgren    | Tinkoff             | gl. Zeit   |
| 3.     | Sonny Colbrelli    | Bardiani CSF        | +0' 04"    |
| 4.     | Bryan Coquard      | Direct Énergie      | gl. Zeit   |
| 5.     | Michael Matthews   | Orica GreenEdge     | gl. Zeit   |
| 6.     | Julian Alaphilippe | Etixx-Quick Step    | gl. Zeit   |
| 7.     | Diego Ulissi       | Lampre-Merida       | gl. Zeit   |
| 8.     | Giovanni Visconti  | Movistar Team       | gl. Zeit   |
| 9.     | Loïc Vliegen       | BMC Racing Team     | gl. Zeit   |
| 10.    | Tim Wellens        | Lotto Soudal        | gl. Zeit   |